# دیوید پایپر (راننده مسابقه)
دیوید پایپر (انگلیسی: David Piper؛ زادهٔ ۲ دسامبر ۱۹۳۰ در اجور، میدلسکس) رانندهٔ سابق مسابقات اتومبیل‌رانی فرمول یک اهل بریتانیا است که از فصل ۱۹۵۹ تا ۱۹۶۰ در مجموع در سه گراند پری شرکت کرد، اما موفق به کسب هیچ امتیازی نشد.